# Горній Полой
45°16′ пн. ш. 15°28′ сх. д. / 45.26° пн. ш. 15.46° сх. д.
Горній Полой (хорв. Gornji Poloj) — населений пункт у Хорватії, у Карловацькій жупанії у складі громади Барилович.

## Населення
Населення за даними перепису 2011 року становило 0 осіб.
Динаміка чисельності населення поселення: